# Ievhenia Tovstohan
Ievhenia Tovstohan   (Iaroslavl, 3 d'abril de 1964) és una jugadora d'handbol ucraïnesa, ja retirada, que va competir durant les dècades de 1980 i 1990.
El 1988 va prendre part en els Jocs Olímpics de Seül, on guanyà la medalla de bronze en la competició d'handbol. En el seu palmarès també destaca una medalla d'or al campionat del món d'handbol de 1986.
A nivell de clubs jugà, entre d'altres, al Spartak de Kíev (1981-1991), amb qui guanyà, entre d'altres, cinc lligues soviètiques i tres Copes d'Europa; el TSV GutsMuths Berlin, el CSL Dijon i el Hapoel de Pétah Tiqvà, amb qui guanyà tres lligues i quatre copes israelianes a finals dels anys 90.